# Lógica de relaciones
Lógica de relaciones, es el estudio formal de las propiedades y operaciones de las relaciones (binarias), iniciado por Charles Sanders Peirce entre 1879 y 1882. Así, en lógica de relaciones, pueden examinarse las propiedades formales de tipos especiales de relaciones, como las relaciones transitivas o las asimétricas, u órdenes de ciertos tipos. También pueden examinarse diversas operaciones, como la obtención de la conversa o del producto relativo. Los sistemas formales deductivos usados en esos estudios se conocen normalmente como cálculos de relaciones. la lógica de las relaciones se puede utilizar también desde el ámbito jurídico.